# Christian Roberto Alves Cardoso
Christian Roberto Alves Cardoso, noto semplicemente come Christian (Curitiba, 19 dicembre 2000), è un calciatore brasiliano, centrocampista del Cruzeiro.

## Caratteristiche tecniche
È un centrocampista centrale.

## Carriera
Cresciuto nel settore giovanile dell'Athl. Paranaense, ha esordito in prima squadra il 10 marzo 2019 disputando l'incontro del Campionato Paranaense vinto 8-2 contro il Toledo EC.

## Palmarès

### Club

#### Competizioni nazionali
- Coppa del Brasile: 1

Athl. Paranaense: 2019

#### Competizioni statali
- Campionato Paranaense: 3

Athl. Paranaense: 2020, 2023, 2024

#### Competizioni internazionali
- J.League Cup / Copa Sudamericana Championship: 1

Athl. Paranaense: 2019
- Coppa Sudamericana: 1

Athl. Paranaense: 2021